# Генерал Марьяно Матаморос (аэропорт)
Международный аэропорт имени генерала Марьяно Матаморос или Международный аэропорт города Куэрнавака (исп. Aeropuerto Internacional General Mariano Matamoros, Aeropuerto Internacional de Cuernavaca ), (ИАТА: CVJ, ИКАО: MMCB) — международный аэропорт, расположенный в шестнадцати километрах к югу от Куэрнаваки, в пригороде Темиско, штат Морелос, Мексика. Обслуживает местные и международные рейсы города Куэрнавака. Входит в агломерационную группу аэропортов Мехико.

## Общие сведения
Назван в честь Мариано Матамороса, католического священника и революционера, героя Мексиканской войны за независимость XIX века.
Оператор — федеральная государственная компания Aeropuertos y Servicios Auxiliares.
Аэропорт способен принимать самолёты типа Boeing 737-300.